# Rezerwat przyrody Las Grądowy nad Mogilnicą
Rezerwat przyrody Las Grądowy nad Mogilnicą – leśny rezerwat przyrody położony w gminie Pniewy, powiecie szamotulskim (województwo wielkopolskie), na północ od wsi Zgierzynka. Znajduje się na terenie Pojezierza Międzychodzko-Sierakowskiego.
Obejmuje powierzchnię 7,32 ha. Otulina rezerwatu liczy 14,57 ha. Obszar rezerwatu podlega ochronie ścisłej.
Został utworzony w 1959 roku w celu ochrony lasu grądowego, który jest wielogatunkowy i wielopiętrowy, a w runie którego spotyka się lilię złotogłów (Lilium martagon) i wydmuchrzycę zwyczajną (Leymus europaeus). W momencie uznania za rezerwat chroniony obszar liczył 8,90 ha.
Największe buki i dęby osiągają do 32 m wysokości i ponad 2,2 m obwodu.
W rejonie Pniew znajdują się też rezerwaty przyrody:
- Jakubowo
- Wielki Las
- Rezerwat na Jeziorze Zgierzynieckim im. Bolesława Papi